# Nicoya (záliv)

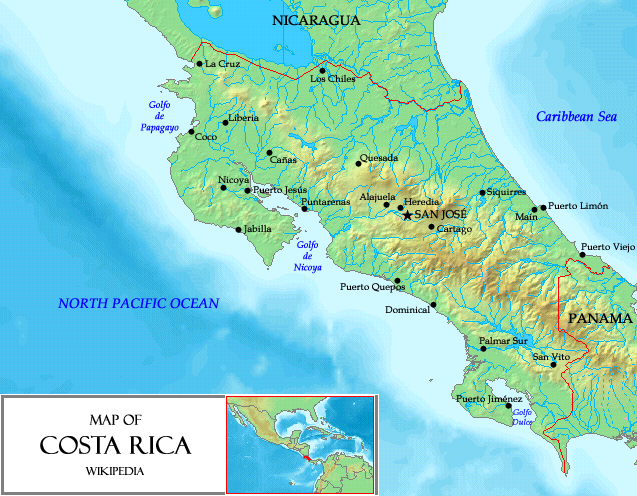
Mapa Kostariky

Nicoya (španělsky Golfo de Nicoya) je záliv Tichého oceánu na kostarickém pobřeží. Odděluje stejnojmenný poloostrov Nicoya od pevniny Kostariky. Do zálivu se vlévá řeka Tempisque, pobřeží zálivu má rozličný charakter: na jedné straně nížinné mokřady, na druhé straně strmé skalní útesy a ostrovy (největší z nich se jmenuje Chica).
Na březích zálivu se nacházejí mimo jiné přístavní města Puntarenas, Caldera a Puerto Jesús. Okolní pevnina je administrativně rozdělena mezi kostarické provincie Puntarenas a Guanacaste.